# Вильмуарьё
Вильмуарьё (фр. Villemoirieu) — коммуна во Франции, находится в регионе Рона — Альпы. Департамент коммуны — Изер. Входит в состав кантона Кремьё. Округ коммуны — Ла-Тур-дю-Пен.
Код INSEE коммуны — 38554. Население коммуны на 1999 год составляло 1392 человека. Населённый пункт находится на высоте от 203  до 425  метров над уровнем моря. Муниципалитет расположен на расстоянии около 420 км юго-восточнее Парижа, 31 км восточнее Лиона, 70 км северо-западнее Гренобля. Мэр коммуны — M. Daniel Hote, мандат действует на протяжении 2008—? гг.
Динамика населения (INSEE):